# Michèle Alliot-Marie
Michèle Alliot-Marie (* 10. září 1946, Villeneuve-le-Roi, Francie) je francouzská politička. Byla postupně ministryní mládeže, obrany, vnitra a spravedlnosti. Od 14. listopadu 2010 do 27. února 2011 zastávala funkci ministryně zahraničí. Během svého působení na postu ministryně zahraničí byla opakovaně kritizována, např. za to, že během nepokojů v Tunisku nabízela prezidentu bin Alímu bezpečnostní spolupráci.

## Vyznamenání
- komtur Řádu rovníkové hvězdy – Gabon[2][3]
- komtur Řádu hvězdy Anjouanu – Komory[2]
- komtur Řádu za zásluhy o národní vzdělávání – Pobřeží slonoviny[3]
- důstojník Řádu republiky – Egypt